# 梓玲華
梓玲華（あずさ れいか、2000年5月19日 - ）は、日本の元グラビアアイドル、元女性アイドル、女優。2022年までは河合玲奈（かわい れいな）名義で活動していた。
埼玉県出身。代々木女子音楽院および、NIJIIRO☆サーカス団の元メンバー。現在はENA ENTERTAINMENTに所属している。

## 略歴
- 2017年、アイドルグループ「代々木女子音楽院」に2期生として加入。ライブやイベントに出演した。
- 卒業後、アイドルグループ「NIJIIRO☆サーカス団」に加入し、2020年7月25日に脱退した[3]。
- グラビアアイドルとしては、2013年から2016年にかけて多数のイメージDVDをリリース。幼少期に習っていたバレエや水泳を生かした柔軟性のあるパフォーマンスが注目された[4]。映画や舞台、テレビドラマにも出演している。

## 人物
- 特技は護身術。文部科学省後援 硬筆書写技能検定3級の資格を持つ[1]。
- 趣味はサッカー観戦、ゲーム、格闘技観戦などで、浦和レッズ、横浜F・マリノスのファンであることをSNS上で明かしている[5]。
- 身長は156cm、スリーサイズはB80・W59・H86.5（cm）[1]。血液型はO型。

## 出演作品

### 映画
- 『聖リュミエール女学園〜夢見るフェアリーズ〜』（2014年）[6]
- 『青春ラプソディ。〜ときめきウォーターガール4』（2014年）[7]

### テレビドラマ
- 『Mr.サンデー』（2013年、フジテレビ）
- 『中居正広の金曜日のスマたちへ』ざわちん編（2014年、TBS）
- 『ひよっこ』第142回（2017年、NHK連続テレビ小説）
- 『犯人に告ぐ!盗聴盗難怒りの追跡バスターズ第4弾』（2018年、TBS）
- 『アンサング・シンデレラ 病院薬剤師の処方箋』第6話（2020年、フジテレビ）
- 『ソロモンの偽証』（2021年、WOWOW） - 柳沢玲 役
- 『ざんねんないきもの事典』第21話（2021年、テレビ東京） - 美音の友人 役

### 舞台
- アリスインプロジェクト「セブンフレンズ・セブンミニッツ[8]」時組（2014年12月17日 - 21日、新馬場・六行会ホール） - 但馬楓 役
- アリスインプロジェクト「ラストホリデイ[9]」月組（2015年4月29日 - 5月10日、池袋・シアターKASSAI） - 権藤江里紗 役
- LOVE&FAT FACTORY「リングのマクベス2〜リングはハムレット〜[10]」（2016年2月17日 - 21日、ウッディシアター中目黒） - 壇灯愛 役
- 縁劇人「あいたま」 - 白石雪乃 役
  - 大阪公演[11]（2018年3月16日 - 18日、恵美須町・シアター朝日）
  - 東京凱旋公演[12]（2018年6月13日 - 17日、恵比寿・エコー劇場）
- シアトリカ『時空警察ヴェッカーЯ 春の刻「咲想のパルティーレ」[13]』（2020年3月4日 - 8日、コフレリオ新宿シアター） - 高見沢ゆめ 役[14]

### イメージDVD
- 『はじまりの予感』（2013年11月15日、ラインコミュニケーションズ）
- 『再会の瞬間』（2014年2月14日、ラインコミュニケーションズ）
- 『美少女伝説』（2015年2月27日、スパイスビジュアル）
- 『美少女伝説 れいなの香 まこの瞳』（2015年4月24日、スパイスビジュアル） - 榊まことの共演作[15][16]
- 『美少女伝説 れーなちゅ』（2015年7月31日、スパイスビジュアル）
- 『美少女伝説 れいな姫』（2015年9月25日、スパイスビジュアル）
- 『クラスメイト』（2015年5月22日、竹書房）
- 『放課後 河合玲奈同好会』（2016年5月28日、竹書房）
- 『美少女伝説 れーな検定』（2016年8月26日、スパイスビジュアル）

### その他活動
- 2017年9月 Akiba Collection Vol.8 出演
- 2015年 第4回国民的萌えクイーンコンテスト 審査員
- 2021年 AnkRouge / Jamieエーエヌケー Webモデル